# Бисерко, Соня
Со́ня Би́серко (серб. Соња Бисерко, род. 14 февраля 1948) — сербская правозащитница. Она возглавляет Хельсинкский комитет по правам человека в Сербии.

## Биография
Соня Бисерко родилась в Белграде в 1948. Её отец был сербом, мать — хорваткой. Бисерко окончила Белградский университет в 1970 по курсу экономики и дипломатии.
Бисерко работала дипломатом от Социалистической Федеративной Республики Югославии c середины 1970-х. Кульминацией её дипломатической карьеры стала работа в комитетах Организации Объединённых наций ООН. Она оставила государственную дипломатическую службу в 1991.
После 1991 года Бисерко начала критиковать правительство Слободана Милошивеча; в своих критических статьях она выступала против войны. При выдвижении Сони Бисерко Обществом защиты уязвимых народов на правозащитную премию города Веймара в 2009, работа Бисерко была охарактеризована как наблюдение за выполнением государством обязательств по наказанию военных преступников, борьба против сербских националистических движений, контроль соблюдения прав человека в Сербии, также о ней было сказано как об одном из немногих смелых критиков режима Милошевича.
Соня Бисерко c 1994 возглавляет Хельсинкский комитет по правам человека в Сербии. Бисерко организовала конференцию в 1997 по налаживанию диалога между албанцами и сербами.
Соне Бисерко неоднократно поступали угрозы за её правозащитную работу и за исследования в Хельсинкском комитете. Один из сербских таблоидов в 2008, обвинив Бисерко в предательстве, опубликовал её домашний адрес.

## Награды
- 2009, вместе с Джестиной Мукоко (Зимбабве), премия города Веймара за отстаивание прав человека.
- 2010, награда Лизл и Лео Эйтингер Университета Осло за отстаивание прав обездоленных на Балканах[2].
- 2010, Орден князя Трпимира — государственная награда Республики Хорватии была вручена хорватским президентом Степаном Месичем.

## Книги
- 2006, двухтомник «Антиюгославский заговор» (Серб. Kovanje antijugoslovenske zavere. Knj. 1-2. Ur. i prir. S. Biserko. Beograd, 2006)
- 2006, монография «Босния и Герцеговина — центр великосербского проекта» (Серб. Bosna i Herzegovina — jezgro velikosrpskog projekta. Ur. i prir. S. Biserko. Beograd, 2006[6])